# PageMaker
PageMaker — перша видавнича система, яка створена в 1985 р. компанією Aldus Corporation спершу для персонального комп'ютера Apple Macintosh, а потім у 1987 р. і для персонального комп'ютера PC з Microsoft Windows 1.0.